# WNBC
WNBC est la station de télévision phare du réseau de télévision National Broadcasting Company (NBC), basée à New York. Les studios de WNBC sont installés dans les locaux du siège de NBC, au 30 Rockefeller Plaza, dans le centre de Manhattan. WNBC est la « sœur » de la station WNJU (en) de Linden (New Jersey) (canal 47, chaîne phare du réseau Telemundo) ; les deux stations ont une promotion croisée. Son émetteur est situé au sommet du One World Trade Center.
Dans les quelques zones de l'est des États-Unis, où les téléspectateurs ne peuvent pas recevoir les programmes de NBC, WNBC est disponible via le satellite en bande C, et aux abonnés de Dish Network et DirecTV, qui fournit également la couverture de la station à l'Amérique latine et aux Caraïbes, et le système de divertissement destiné aux avions commerciaux LiveTV. La station est également diffusée par certains câblo-opérateurs sur des marchés locaux où il n'existe pas de filiale de NBC.
Les studios de la station phare sont à l'origine de nombreuses émissions en réseau, dont la matinale Today, les émissions de fin de soirée The Tonight Show Starring Jimmy Fallon et Saturday Night Live.

## Histoire
Après quelques années d'expérimentation, la station a été lancée le 1er juillet 1941 par RCA sur le canal 1, en même temps que la station CBS de New York au canal 2.

## Télévision numérique terrestre
| Canal virtuel | Video | Aspect | Programmation                       |
| ------------- | ----- | ------ | ----------------------------------- |
| 4.1           | 1080i | 16:9   | Programmation principale WNBC / NBC |
| 4.2           | 480i  | 16:9   | Cozi TV                             |
| 4.3           | 480i  | 16:9   | NBC American Crimes                 |
| 4.4           | 480i  | 16:9   | Oxygen                              |

Jusqu'au 20 décembre 2012, NBC New York Nonstop était distribué en sous-canal numérique, qui a été remplacé par Cozi TV.